# Merritt Island
Merritt Island statisztikai település az USA Florida államában, Brevard megyében. Lakosainak száma 34 518 fő (2020. április 1.).

## Népesség
A település népességének változása:

| 2010 | 34 743 |
| 2020 | 34 518 |